# Winthemia cuyana
Winthemia cuyana là một loài ruồi trong họ Tachinidae.